# فراچاهش

اگر در نیمکرهٔ جنوبی باد به موازات ساحل بوزد (مانند سواحل پرو که جهت باد به سوی شمال است) آنگاه ترابرش اکمن شبکه‌ای از حرکت آب با زاویهٔ ۹۰ درجه به سمت چپ ایجاد می‌کند. این خیزش آب از نوع خیزش آب ساحلی است.

اگر در نیمکرهٔ شمالی باد به موازات ساحل بوزد (مانند سواحل کالیفرنیا که باد به سوی جنوب می‌وزد) آنگاه ترابرش اکمن شبکه‌ای از حرکت آب با زاویهٔ ۹۰ درجه به سمت راست ایجاد می‌کند. این خیزش آب از نوع خیزش آب ساحلی است.

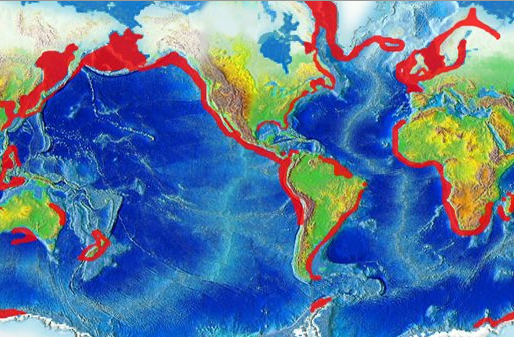
مناطقی که خیزش آب در آنها روی می‌دهد به رنگ قرمز مشخص شده‌است.

فراچاهش یا جریان فراچاهنده یا خیزش آب (به انگلیسی: Upwelling)، پدیده‌ای اقیانوسی است که به حرکت آب متراکم، خنک تر و معمولاً سرشار از غذا از عمق پایین‌تر آب به سوی سطح اقیانوس گفته می‌شود. این آب جایگزین آب گرمتر سطح اقیانوس که معمولاً خالی از مواد غذایی است می‌شود. این حرکت در اثر وزش باد صورت می‌گیرد. این آب سرشار از مواد مغذی با حرکت به سوی سطح رشد و تولیدمثل فرآورنده‌های نخستین مانند فیتوپلانکتونها را افزایش می‌دهد. با توجه به زیست‌توده فیتوپلانکتون‌ها و وجود آب خنک در این مناطق نواحی ای که خیزش آب در آن صورت گرفته می‌توانند به وسیله مشاهدهٔ دمای خنک سطح دریا و تمرکز بالای کلروفیل آ شناسایی شوند. دسترسی بیشتر به نواحی ای که خیزش آب در آن پدید می‌آید منجر به بالا رفتن سطح فرآوری نخستین و در نتیجهٔ آن رشد تولید صنعت شیلات می‌شود. تقریباً ۲۵ درصد از کل شیلات دریایی جهان از پنج ناحیهٔ خیزش آب انجام می‌شود که فقط ۵ درصد از کل اقیانوس‌ها را تشکیل می‌دهند.
در مقابل جریان فراچاهنده، جریان‌های فروچاهنده (Downwelling) وجود دارد که برخلاف جریان فراچاهنده، آب پُراکسیژن سطح را به لایه‌های عمیق‌تر هدایت می‌کند.

## سازوکار
سه محرک اصلی که با همدیگر پدیده خیزش آب را ایجاد می‌کنند عبارتند از باد، اثر کوریولیس و ترابرش اکمن. در فرایند خیزش آب، باد در امتداد ساحل روی سطح دریا و در جهت مشخص می‌وزد که در نتیجهٔ آن برهم کنش باد-آب پدید می‌آید و در نتیجهٔ این برهم کنش آب در یک زاویهٔ ۹۰ درجه با جهت طبق نیروی کوریولیس و ترابرش اکمن حرکت می‌کند. ترابرش اکمن باعث می‌شود که لایهٔ سطحی آب با زاویهٔ ۴۵ درجه از سمت آب حرکت کند و برخورد میان آن لایه و لایهٔ زیر آن باعث می‌شود که لایهٔ جایگزین در آن جهت حرکت کند. این برهم کنش سبب حرکت مارپیچی آب به سوی پایین می‌شود. سپس نیروی کوریولیس تعیین می‌کند که اب به کدام سو حرکت کند. در نیمکرهٔ شمالی آب به سمت راست جهت باد ترابرده می‌شود و در نیمکرهٔ جنوبی به سمت چپ.

## انواع فراچاهش
خیزش‌های اصلی آب در اقیانوس با انشعاب جریان‌هایی مربوط است که آب‌های ژرف‌تر، سردتر و مغذی تر را به سطح آب می‌آورند. دست کم پنج نوع خیزش آب وجود دارد: خیزش آب ساحلی، خیزش آب با مقیاس گسترده در مرکز اقیانوس، خیزش‌های آب گردابی، خیزش آب توپوگرافیک و خیزش آب پراکنده و گسترده در مرکز اقیانوس.